# Dendryphantes fusconotatus
Dendryphantes fusconotatus är en spindelart som först beskrevs av Grube 1861.  Dendryphantes fusconotatus ingår i släktet Dendryphantes och familjen hoppspindlar. Inga underarter finns listade i Catalogue of Life.